# Alto Douro (Cantagalo)
Alto Douro é uma aldeia de São Tomé e Príncipe, localiza-se no Distrito de Cantagalo, ilha de São Tomé, próxima às localidades de Henrisantos e de Caridade.  